# Váci utca
Váci utca – deptak i najbardziej znana ulica Budapesztu, znajdująca się w centrum miasta (Peszt) i biegnąca równolegle do Dunaju. 

## Chatakterystyka

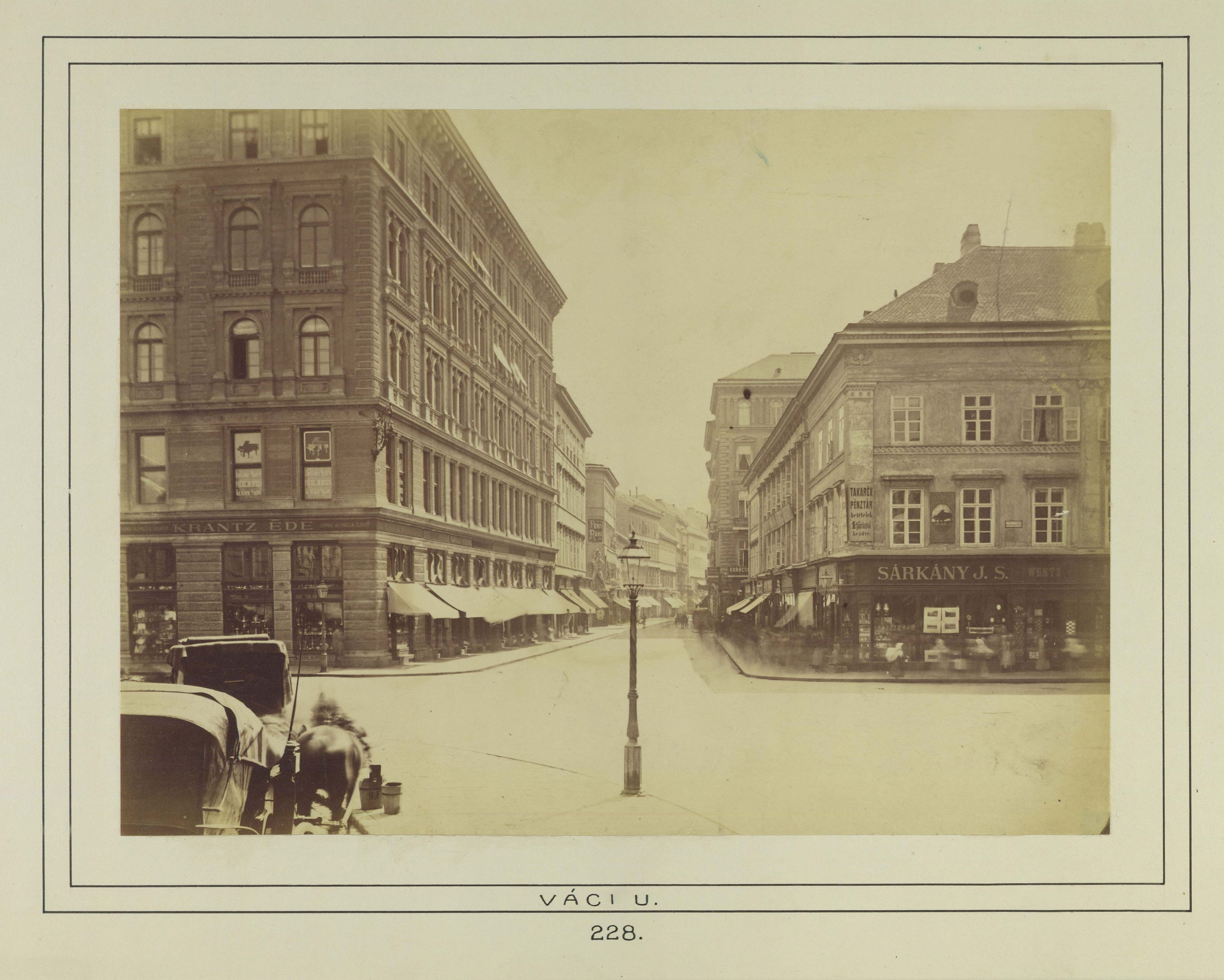
Ulica w 1900

Trakt zlokalizowany w V dzielnicy (Belváros-Lipótváros) jest miejscem skoncentrowanych usług turystycznych. Funkcjonują tu liczne restauracje, kawiarnie oraz ekskluzywne sklepy. Na południowym krańcu ulicy znajduje się plac Vörösmartyego, pod którym ulokowana jest początkowa stacja żółtej linii metra – Vörösmarty tér.
Ulica stała się popularnym deptakiem spacerowo-handlowym (korzó) już w XVIII wieku. Po rozwinięciu się ruchu samochodowego straciła na znaczeniu, jednak odzyskała splendor po jego usunięciu w latach 90. XX wieku. W pobliżu skrzyżowania z Türr István utca, która upamiętnia wojskowego i inżyniera Istvána Türra, stała do lat 70. XIX wieku północna brama Vác, stanowiąca element murów obronnych Pesztu. Droga prowadziła do miasta Vác, co dało asumpt nazwie i bramy, i ulicy. W okresie totalitaryzmu trakt stanowił symbol węgierskiego gulaszowego komunizmu. Gromadziła się na nim młodzież i dysydenci. Po upadku systemu kluby nocne przy ulicy przejęte zostały przez gangi i dochodziło tutaj do strzelanin oraz zamachów bombowych (najtragiczniejszy z nich, bomba podłożona w samochodzie, pochłonął w 1998 cztery przypadkowe ofiary).

## Galeria

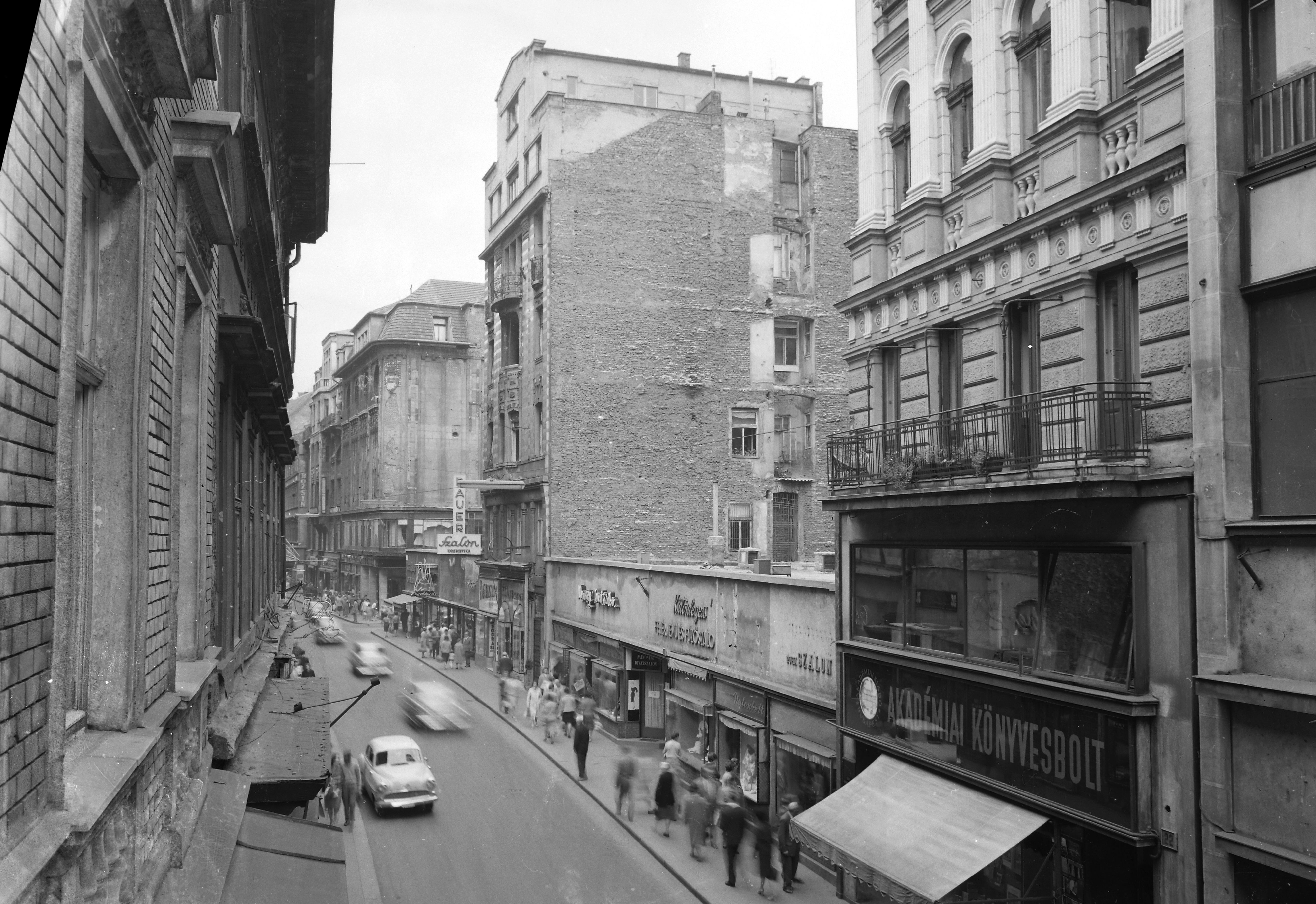
Ulica w 1965
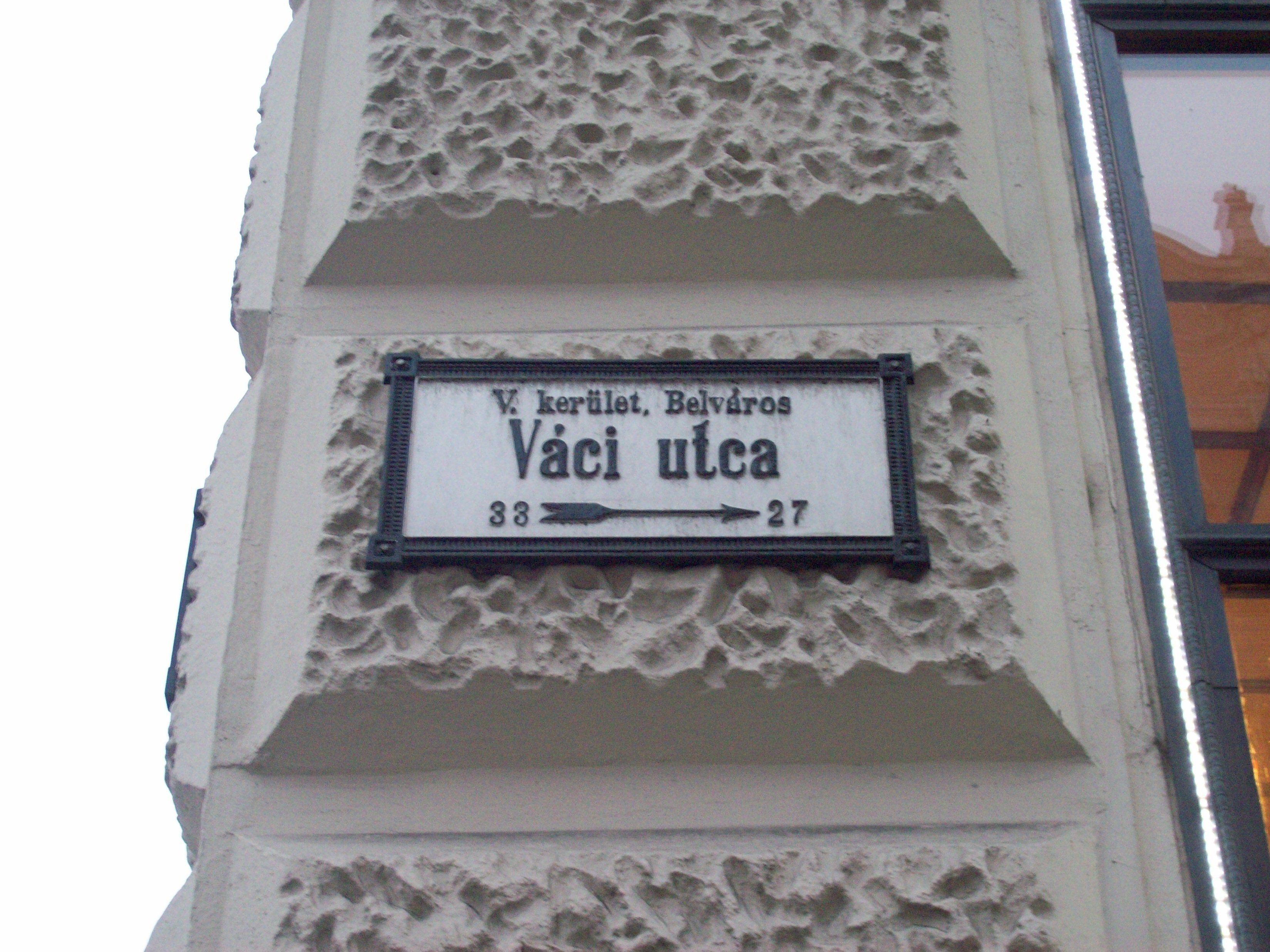
Tabliczka z nazwą
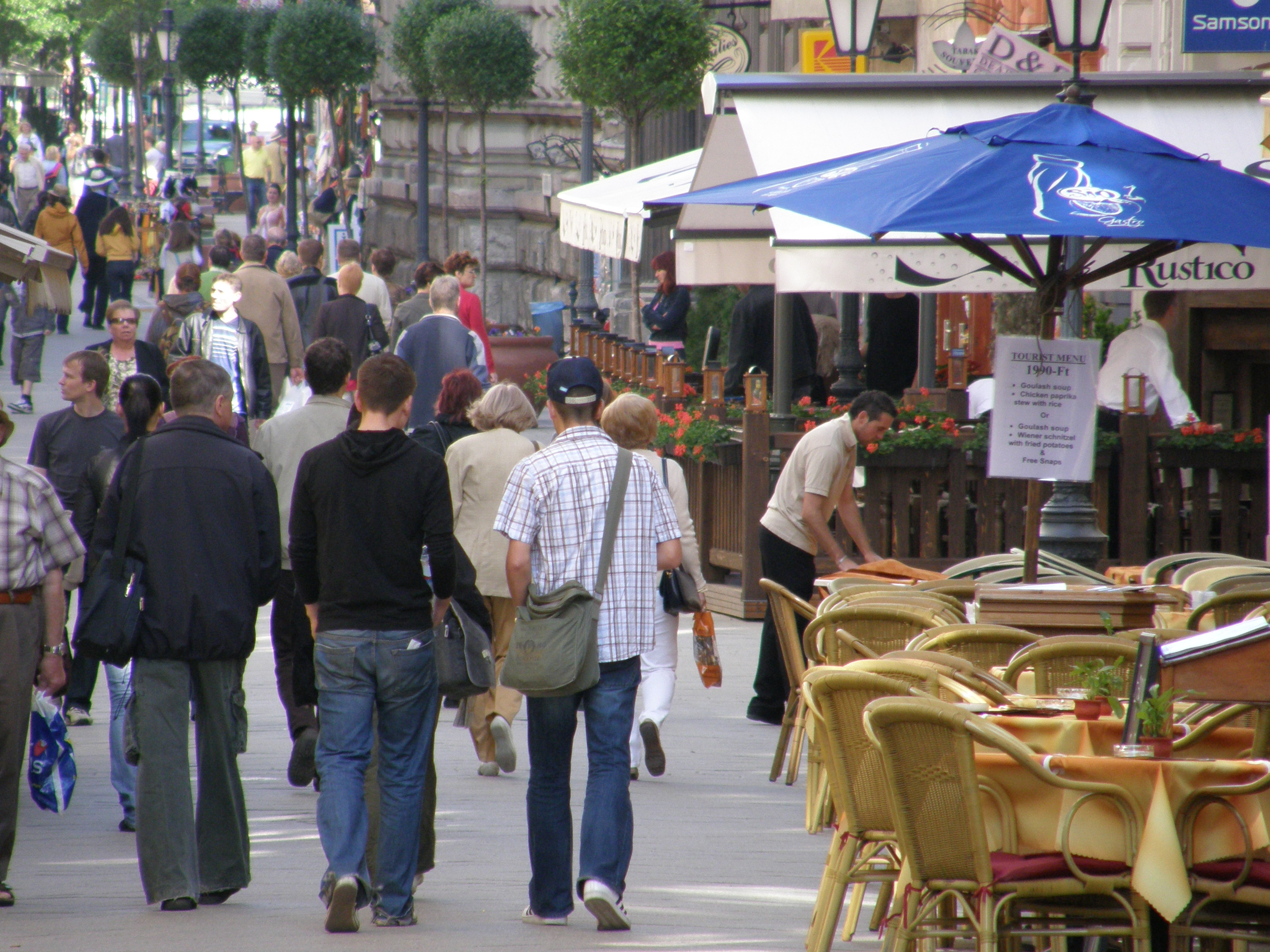
Restauracja
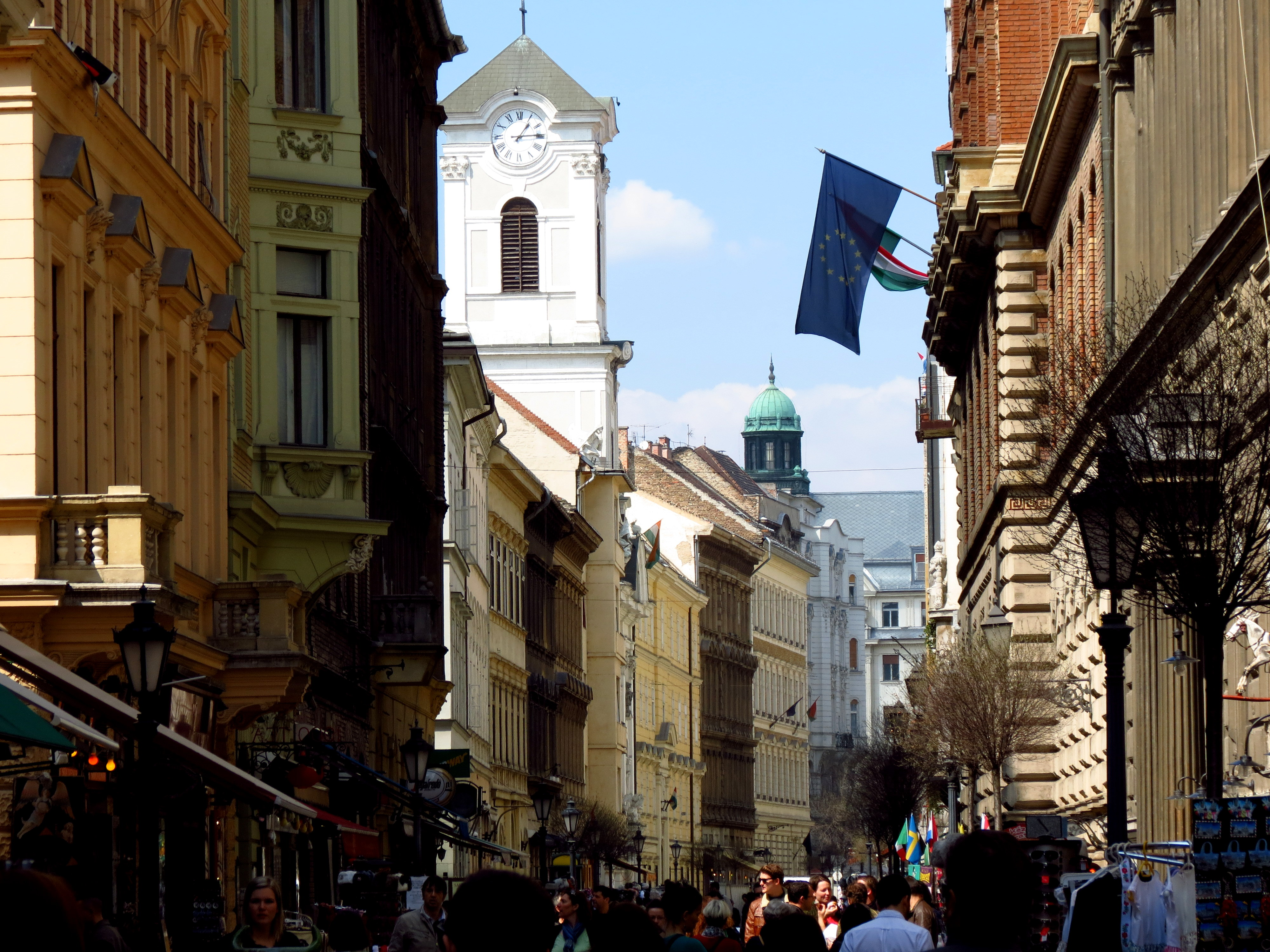
Fragment traktu